# Loris (subfamília)
|  | Per a altres significats, vegeu «Loris». |

Els loris (Lorisinae) són una subfamília de primats estrepsirrins de la família dels lorísids.

## Distribució i hàbitat
Els loris són animals nocturns, que es troben en boscos tropicals poc densos de l'Índia, Sri Lanka i el Sud-est asiàtic.

## Comportament
El moviment dels loris és una forma de grimpar a quatre potes, lenta i cautelosa. Les femelles deixen les cries als caus mentre cerquen aliment. Abans d'això, banyen les seves cries amb una saliva al·lèrgica que obtenen llepant-se les parts interiors dels colzes, les quals produeixen una toxina suau, que desanima la major part dels depredadors.

## Dieta
Alguns loris són gairebé completament insectívors, mentre que d'altres hi inclouen fruits, sabes, fulles i llimacs en la seva dieta.

## Taxonomia
La subfamília dels loris (Lorisinae) està formada pels següents 2 gèneres i 7 espècies:}
- Subfamília Lorisinae: loris
  - Gènere Loris: loris esvelts
    - Loris esvelt gris (Loris lydekkerianus)
    - Loris esvelt vermell (Loris tardigradus)

  - Gènere Nycticebus: loris lents
    - Loris de Bengala (Nycticebus bengalensis)
    - Loris de Borneo (Nycticebus menagensis)
    - Loris de Java (Nycticebus javanicus)
    - Loris lent (Nycticebus coucang)

  - Gènere Xanthonycticebus:
    - Loris pigmeu (Xanthonycticebus pygmaeus)

L'espècie extinta Nycticebus linglom fou descrita el 1997 pels paleontòlegs francesos Pierre Mein i Léonard Ginsburg en un registre de fòssils de mamífers de Li Mae Long, un jaciment tailandès del Miocè. Com que l'animal és només conegut per una única dent, i basant-se en la comparació amb altres primats prosimis, Mein i Ginsburg conclogueren que estava més estretament relacionat amb els loris lents vius (gènere Nycticebus). No obstant això, en vista de l'escàs material disponible, l'assignació del l'espècie fossil al gènere Nycticebus només fou provisional, i ho feren fent servir la nomenclatura oberta. El nom específic linglom, és la paraula tailandesa equivalent a 'loris'.